# Lány u Dašic
Lány u Dašic település Csehországban, a Pardubicei járásban. Lány u Dašic Dašice és Sezemice településekkel határos. Lakosainak száma 171 fő (2024. január 1.).

## Népesség
A település lakosságának változását az alábbi diagram mutatja:
| Lakosok száma | 244  | 320  | 334  | 133  | 130  | 150  | 128  | 140  | 136  | 171  |
|               | 1869 | 1900 | 1921 | 1961 | 1980 | 2011 | 2016 | 2019 | 2021 | 2024 |